# The Wideboys
The Wideboys zijn een productieteam uit het Verenigd Koninkrijk dat 2step produceert en remixes maakt voor diverse popartiesten. Het duo bestaat uit Eddie Craig en Jim Sullivan. Het duo is ook onder andere namen actief binnen het UK garage-geluid. 

## Geschiedenis
Craig en Sullivan begonnen in 1996 met hun samenwerking. Beide waren al actief in de muziekwereld. Craig werkte in een platenzaak en Sullivan had een baan bij een muziekstudio. Zo was Sullivan betrokken bij enkele remakes van nummers van Frankie Goes To Hollywood. Ze debuteerden met de single All I Wanna Do (1998). Daarna verschenen er in een hoge frequentie nieuwe singles. In 2001 werkten ze samen met r&b-zangeres Shola Ama in het nummer Your Mine en maakten ze hun eerste hit in eigen land met Sambucca. Datzelfde jaar waren ze als producers betrokken bij de hit Thinking It Over van Liberty X. De jaren daarna bleven er vooral singles verschijnen die vooral op UK Garage-dj's gericht waren. Veel van dit werk werd verzameld op de Pirate Selectas verzamelaars, die slechts op vinyl verschenen. Ook maakten ze diverse remixes voor artiesten als Rihanna, Pussycat Dolls, Jason Derulo en Girls Aloud. In 2007 wist de plaat Snow flake onder de voor een videoclip en cd-uitgaves. Deze werd uitgebracht als Garage Jams. Een echte hit werd het niet. Dat lukte wel onder hun eigen naam met het nummer Daddy "O" dat werd opgenomen met All Saints zangeres Shaznay Lewis. Vanaf 2007 mixten ze ook diverse delen van de Addicted To Bass compilatieserie van Ministry of Sound.

## Discografie

### Albums
- Pirate Selectas volume 1 and 2 (2005)
- Pirate Selectas volume 3 and 4 (2006)
- Ministry of Sound - Maximum Bass (2007)
- Ministry of Sound - Addicted to Bass (2009)
- Ministry of Sound - Addicted to Bass Winter (2009)
- Ministry of Sound - Addicted to Bass (2010)
- Ministry of Sound - Addicted to Bass Winter (2010)
- Ministry of Sound - Addicted to Bass (2011)
- Ministry of Sound - Addicted to Bass Classics
- Ministry of Sound - Addicted to Bass (2012)
- Ministry of Sound - Addicted to Bass Winter (2012)
- Ministry of Sound - Addicted to Bass (2013)
- Ministry of Sound - Addicted to Bass Winter (2013)
- Ministry of Sound - Addicted to Bass (2014)
- Ministry of Sound - Garage Classics
- Ministry of Sound - Garage Classics Volume II: Summer Edition

### Singles en ep's
- All I Wanna Do (1998)
- Stand And Deliver (1999)
- What's On Your Mind (1999)
- Crazy Nights (2000)
- Don't Waste My Time (2000)
- Girl In A Dream/Who In The Funk (2000)
- Heartache (2000)
- Something's Got Me Started (2000)
- Westside (2000)
- Keep It Together (2001)
- Knightrider (2001)
- Sambuca (2001)
- She's The One (2001)
- Step Step Slide (2001)
- Your Mine (2001)
- Breakin' (2002)
- Get On Up (2002)
- Heartache (2003)
- Sleeping Around (2003)
- Submarine (2003)
- Training Day (2003)
- Westside (Revisited) (2003)
- Destination Weekend (2004)
- Feedback (Late Last Night) (2004)
- It's A Love Thing (2004)
- The Freak (2004)
- Body Language (2005)
- I Think U Like It (2005)
- Music Is My Life (2005)
- Nothing But Trouble (2005)
- Girl Dem Shaker (2006)
- If You Wanna Party (Boogie Down) (2006)
- Naughty By Nature (2006)
- UK Shakedown (2006)
- Walking With An Angel (2006)
- Bomb The Secret (2007)
- Heartache (Dirty Sax Dub) (2007)
- Hooligan (2007)
- Sambuca 2006 (2007)
- Snowflake (as Garage Jams) (2007)
- What You're Thinking (2007)
- Daddy O featuring Shaznay Lewis (2008) - UK #32
- Sambuca 2008
- In the V.I.P featuring Majestic, Boy Better Know & B-live (2010)
- Shopaholic featuring Sway & McLean (2011)
- Reach Out Now featuring Clare Evers (2011)
- Addicted 2 the Bass (2012)
- Kraken featuring Death Rose Cult (as Project Bassline) (2012)
- Natural Guiding Light featuring Kelsey & BYOB (as Project Bassline) (2013)
- Welcome to the Disco (as Micky Slim & Wideboys featuring Lady Chann) (2013)